# ロールプレイ支援システム
ロールプレイ支援システム（ロールプレイしえんシステム）とは、日本のテーブルトークRPG（TRPG）のユーザーの間で使われる用語の一つ。
ロールプレイ支援システムの多くは、キャラクターの演技が上手に行われることで、ゲームを有利に進行することができるなんらかの報酬が与えられるというルールシステムである。

## 概要
ロールプレイ（roleplaying）とは、別人を演じることである。
テーブルトークRPGではプレイヤーが、架空のキャラクターを演ずる（roleplaying）ことでゲームが進行する。
テーブルトークRPGにおいては、ゲーム的な損得に見合った行動だけではなく「架空のキャラクターに設定づけられた性格や人格」に見合った行動をとることが期待される場合も多々ある。例えば、絶対に勝てないような怪物に村人が襲われているという状況で、ゲーム的観点からは怪物に戦いを挑むのは愚かな場合であっても、ロールプレイという観点からは「このキャラクターは困っている人は見過ごせないから」と言う理由で無謀な戦いを挑むことが認められる。
このようなロールプレイは人によって得手不得手もあるため、プレイヤーたちのロールプレイを行うモチベーションを上昇させ、自発的にロールプレイを行うように誘導する「ロールプレイ支援」のためのルールシステムがいくつかのゲームで開発されるようになった。
ロールプレイ支援システムの具体的なルールはゲームによって異なるが、多くの場合は「プレイヤーキャラクターのロールプレイが上手だと認められれば、ゲームを有利にする報酬が与えられる」というものである。ロールプレイを行ったらゲーム後に経験値にボーナスが得られるといった形のルールも、シンプルな形のロールプレイ支援システムと言える。
ゲームを劇的に変化させるほどの報酬がロールプレイによって与えられるテーブルトークRPGは、1990年代頃から登場している。報酬の形態はゲームによって様々であるが、「通常では不可能な奇跡的な力を発揮できる特権」が与えられるもの（ロールプレイをすることが条件になったヒーローポイントともいえる）と、行為判定の達成値を直接上昇させるボーナスポイントが与えられるものの二通りがある。前者の例としては『セブン＝フォートレスRPG』など、後者の例としては『天羅万象』などがある。『天羅WAR』のように、「報酬として得たポイントが、行為判定の達成値の上昇にも使えるし、特別な力を発現させるために支払うコストにも使える」という複合的なものもある。
ゲームを劇的に変化させるほどの報酬がロールプレイによって与えられるゲームでは、ロールプレイが認められてゲーム的メリットを享受できたキャラクターと、認められずにメリットを享受できなかったキャラクターとで、ゲーム進行の有利不利に大きく差がつく。このようなゲームバランスを持つテーブルトークRPGでは評価されるロールプレイを行うことはゲームを進行させるための必須条件となっており、他のテーブルトークRPGとは若干異なったプレイスタイルが求められる。

## ロールプレイを評価する
ロールプレイ支援システムでは、ロールプレイが上手に行われるかどうかの評価が必要になる。この評価を行う者はゲームマスターであることが多かったが、他のプレイヤーも評価を行うことができるゲームが登場し、ゲームマスター一人の価値観だけでロールプレイの上手、下手が決まらないように工夫されている。中には、ゲームプレイに参加していない「観客」がロールプレイ評価に参加できるゲームもある。
ロールプレイの評価基準は結局はその評価者の嗜好によって変わるものなため「誰から見ても正しい評価」というものはない。ただし、ロールプレイ支援システムが実装されているゲームにはキャラクターの性格や人間関係などをライフパスや属性の形で事前に設定しているものも多く、事前設定された性格や属性に似合ったロールプレイを「上手なロールプレイ」とみなすことが多い。

## 採用されている主なTRPG
- 異界戦記カオスフレア
- エンゼルギア
- ガンメタル・ブレイズ
- CRY-MAX RPG 熱血専用!
- ゲットレディ、GO! - それゆけ！宇宙戦艦ヤマモト・ヨーコRPG
マギウスの一つ。国産では初めての本格的なロールプレイ支援システムを搭載しており、『天羅万象』の原型になった部分もある。
- セブン＝フォートレスRPG - 続篇シリーズ以降はロールプレイ支援システムの要素はカットされている
- テラ:ザ・ガンスリンガー
- 天羅万象
- 天羅WAR
- トーグ
- ドラゴンアームズ
- 番長学園!!RPG
- 野球TRPG ボールパーク!
- ゆうやけこやけ
- シルバーレインRPG
- サタスペ